# 배아현
배아현(1996년 12월 3일 ~ )은 대한민국의 트로트 가수이다.

## 방송
- 트롯신이 떳다2
- 미스트롯3
- 미스쓰리랑
- 트롯 올스타전 수요일 밤에

## 음반
- 2015년 24시 (時) / 백년초 (百年草)
- 2021년 배띄워라 / 선비좋아마세요
- 2024년 100일
- 2025년 나놀러갈거야

## 수상
- 2011년 KBS 전국노래자랑 서울특별시 중랑구 편 장려상
- 2011년 청소년 트로트 가요제 - 대상
- 2013년 JTBC 히든싱어 2 주현미 편 - 모창능력자로 출연
- 2013년 MBC 표준FM 싱글벙글 쇼 - 스타 대상
- 2013년 강릉 MBC - 웰빙노래세상 주장원, 준월장원, 상반기 결선 진출, 연말 결선 인기상
- 2014년 소양강 처녀 가요제 대상
- 2014년 포항 대변 전국 가요제 대상
- 2015년 제1회 이호섭 가요제 대상
- 2020년 SBS TV 트롯신이 떴다2 최종 5위
- 2024년 TV조선 미스트롯3 - 준우승